# Holaxyra
Holaxyra is een geslacht van vlinders van de familie tastermotten (Gelechiidae).

## Soorten
- H. acuta (Meyrick, 1927)
- H. ithyaula (Meyrick, 1926)
- H. picrophanes (Meyrick, 1913)